# Октябрьская улица (Вологда)
Октя́брьская у́лица (в 1918—1951 годы — Большая Октябрьская улица (нечётная сторона Октябрьской улицы от улицы Мира до Ленинградской улицы и часть Октябрьской улицы от Ленинградской до улицы Мохова) и Малая Октябрьская улица (чётная сторона Октябрьской улицы от улицы Мира до Ленинградской улицы); до 1918 года — Большая Дворянская (нечётная сторона Октябрьской улицы от улицы Мира до Ленинградской улицы) и Малая Дворянская улица (чётная сторона Октябрьской улицы от улицы Мира до Ленинградской улицы) и Дворянская Обуховская (от Ленинградской улицы до улицы Мохова) — одна из центральных улиц в Вологде. Расположена от улицы Мира до улицы Мохова. Часть Октябрьской улицы от улицы Мира до Ленинградской улицы является границей исторических районов Город и Верхний посад, от Ленинградской улицы до улицы Мохова входит в исторический район Верхний Посад.

## История
В конце XVI века по линии современной Октябрьской улицы проходила южная стена кремля Ивана Грозного. В 1823 году на месте разобранных стен кремля были разбиты бульвары. В 1937 году проведена реконструкция улицы. В 1958 году проезжая часть Октябрьской улицы покрыта асфальтом.

## Примечательные здания и сооружения
- № 2 — Пушкинский народный дом,  351711292260005. В 1904—1905 годах в этом здании работала революционная группа РСДРП;
- № 17 — деревянный дом с антресолями, вторая половина XIX века,  351410051650005;
- № 43, литера А — деревянный дом с мезонином, 1881,  351811311630006. В 1910-х здание принадлежало потомственной дворянке Анне Поповой[3];
- № 46, 46А — комплекс Владимирских церквей с колокольнями.